# Antonio Angelo Cavanis
Antonio Angelo Cavanis (Venezia, 16 gennaio 1772 – Venezia, 12 marzo 1858) è stato un presbitero e educatore italiano, fondatore della Congregazione delle scuole di carità. La Chiesa cattolica gli ha conferito il titolo di venerabile.

## Biografia
Figlio di Giovanni e di Cristina Pasqualigo Basadonna, proveniva da una famiglia di origine bergamasca iscritta dal 1688 al Consiglio nobile di Padova.
Ebbe un'educazione adeguata a un giovane aristocratico: accanto alle lezioni di ballo, violino e francese, fu seguito negli studi eruditi e religiosi dal domenicano Gioacchino Calderari. Grande influenza ebbe tuttavia il padre, uomo colto ma bigotto, che lo portava a frequentare assiduamente le funzioni liturgiche. Sviluppò un carattere riflessivo e introverso e ben presto manifestò l'intenzione di abbracciare la vita consacrata.
I genitori avevano però altri progetti, così nel 1787 fu ascritto tra i segretari della Cancelleria ducale. Nel 1788 superò l'esame di notaio straordinario e l'anno successivo fu nominato segretario di Benedetto Trevisan, governatore delle galee dei condannati. Sin da subito espresse il suo disagio nello svolgimento di questi incarichi, ritenendo che il governo veneziano avesse gradualmente abbandonato i suoi sentimenti religiosi, trovandosi spesso in contrasto con l'autorità della Chiesa. Solo 5 marzo 1794, essendo morto il padre da qualche mese, vestì l'abito clericale e il 21 marzo 1795 fu ordinato prete e nominato parroco di Sant'Agnese. Qui animò per qualche tempo l'Accademia di San Tommaso, frequentata da un gruppo di sacerdoti.
Nel 1797, dopo la caduta della Repubblica di Venezia e l'istituzione del governo ispirato alla Francia rivoluzionaria, iniziò ad offrire lezioni private ai bambini indigenti. Questo non solo a scopi caritatevoli, ma anche perché era preoccupato che le nuove idee democratiche potessero influenzare negativamente i giovani cristiani. Il 2 maggio 1802 istituì a Sant'Agnese una Congregazione mariana sul modello di quella che il gesuita Luigi Mozzi, con cui era in stretto contatto, aveva precedentemente fondato a Bergamo; già a fine anno poteva contare un'ottantina di iscritti e si valeva dei finanziamenti di numerosi nobili veneziani.
Il 2 gennaio 1804 aprì la prima Scuola di Carità in un locale della parrocchia di San Trovaso, che assicurava un'istruzione del tutto gratuita ai fanciulli poveri. Gli alunni, che all'inizio erano appena quindici, aumentarono rapidamente sicché nel luglio 1806 la Scuola fu trasferita nel palazzo da Mosto (da allora meglio noto come palazzo delle Scuole di Carità). Sin dai primi tempi il Cavanis poté contare sulla collaborazione del fratello Marcantonio che, grazie alla sua passata esperienza nell'amministrazione pubblica, svolgeva il ruolo di procuratore.
Nel 1807, dopo l'istituzione del Regno d'Italia, la Congregazione dovette essere chiusa, ma la scuola poté restare aperta, sebbene sottoposta a controlli. L'anno successivo, grazie all'aiuto dell'editore Antonio Curti, le fu affiancata una tipografia per dare lavoro agli alunni bisognosi; ebbe vita breve, infatti nel 1812 la nuova legge imperiale sulla stampa obbligò Curti a riportare l'attrezzatura nella propria azienda.
Il 7 settembre 1808, su iniziativa di Maria Dorotea Ploner Inson, fu aperto anche un istituto femminile. Due anni dopo, negli spazi dell'ex monastero dello Spirito Santo, furono ospitate delle alunne esterne cui veniva insegnato il catechismo, ma anche a leggere, a scrivere, a far di conto e formate nei lavori femminili; nel 1811 furono trasferite nell'ex monastero delle eremitane agostiniane, presso San Trovaso, e l'anno seguente ebbe un regolamento definito dalla marchesa Maddalena di Canossa.
Nel 1812 al Cavanis e a suo fratello fu riconosciuto il titolo di direttore degli istituti dalla Direzione generale della Pubblica Istruzione, oltre che di maestri delle materie che vi si insegnavano. L'attività proseguì, sempre più organizzata e definita, anche dopo il 1814, quando Venezia tornò agli Austriaci.
In questo periodo i fratelli Cavanis chiesero direttamente a papa Pio VII di istituire una congregazione di sacerdoti secolari, ispirata agli scolopi, allo scopo di assistere gratuitamente i bambini poveri di Venezia con scuole, oratori e ricreatori. Il pontefice si limitò solamente a spronarli nella loro opera, ma nel 1817 il patriarca Francesco Maria Milesi diede il permesso ad alcuni chierici di risiedere nell'istituto. Pur non essendo stata ufficialmente creata, la congregazione esisteva già quando il Cavanis cominciò a convivere con tre chierici e un inserviente laico. La comunità, formata da sei sacerdoti e dieci chierici nel 1830, fu ufficialmente riconosciuta come Congregazione delle scuole di carità da papa Gregorio XVI il 21 giugno 1836.
Nel 1851, malato e pressoché cieco, lasciò la direzione a Vittorio Frigiolini, cui successe poco dopo Sebastiano Casara. Frattanto l'istituto continuava a crescere e a diffondersi: già nel 1834 fu aperta una sede a Lendinara, mentre è del 1857 la fondazione della casa di Possagno con il grande collegio annesso.
Morì nel 1858 e fu sepolto a Sant'Agnese.